# Ернест Ридел
Ернест „Ерни” Ридел  (Њујорк, 13. јул 1901 — Мајами-Дејд, 26. март 1983) бивши је амерички кајакаш на мирним водама (спринтер). Учествовао је на такмичењима у кајаку на мирним водама од краја 1930-их до краја 40-их година.

## Значајнији резултати
Ридел је два пута учествовао на олимпијским играма. На Олимпијским играма 1936. у Берлину освојио је бронзану медаљу у дисциплини кајака једниоеда К-1 10.000 метара.
Успешну спортску каријеру прекинуо је Други светски рат, када олимпијске игре и светска првенства нису одржавана. Ипак Ридел учествује и побеђује на многин на Током ових година Олимпијске игре нису одржане, али је Ридел учествовао и победио на бројним такмичењима. Током свих ових година освојио је 33 национална првенства. На годишњим тркама у Канади између 1933. и 1947. Ридел је победио 18 пута.
На Летњим олимпијским играма 1948. у Лондону дисциплина К-1 10.000 метара заузео је заузео је 12. место На овим Играма Ернест Ридел је са 47. година и 30 дана био најстарији учесник такмичења у кајаку и кануу